# Como perros y gatos
Como perros y gatos es una película de aventura familiar de 2001, dirigida por Lawrence Guterman. Protagonizada por Jeff Goldblum, Elizabeth Perkins, Miriam Margoyles y con las voces de Tobey Maguire (Lou), Alec Baldwin (Butch) y Sean Hayes (Señor Tinkles).

## Argumento
La mascota de la familia Brody, Bloodhound Buddy, persigue a un gato y es capturado por otros gatos en una emboscada. Se revela que los gatos y los perros son enemigos altamente inteligentes y expertos en tecnología capaces de hablar, que libran una guerra con agentes encubiertos mientras ocultan su verdadera naturaleza a los humanos. Después de que un perro pastor de Anatolia llamado Butch informa a sus superiores sobre la captura de Buddy, se envían los mejores agentes caninos para completar la misión de Buddy: evitar que los gatos hagan que todos los humanos sean alérgicos a los perros.
En un establo local, una camada de cachorros Beagle se burla del líder más grande y más viejo por tratar de escapar del cautiverio. Un agente de Doberman Pinscher reemplaza la camada con una manada de agentes de Pinscher miniatura , sin darse cuenta del Beagle más joven. Carolyn, la matriarca de los Brody, llega para adoptar un nuevo perro y selecciona al Beagle, nombrándolo Lou después de que su hijo Scotty sugiera sarcásticamente el nombre "Loser".
Después de detonar una trampa explosiva colocada por los gatos para Lou, Butch, confundiéndolo con un agente entrenado, lo lleva a la red clandestina de perros y presenta a los agentes Peek, un perro crestado chino , y Sam, un viejo pastor inglés . Al darse cuenta de que Lou es un civil, Butch plantea sus preocupaciones a sus superiores, pero es rechazado. Lou recibe información sobre los orígenes del conflicto entre gatos y perros, que se remonta al Antiguo Egipto , cuando los gatos dominaban el mundo. Butch revela que Buddy ha escapado de los gatos y el comercio de espías, retirándose a un condominio en Boca Raton .
Mientras tanto, el Sr. Tinkles, un gato persa blanco , planea explotar la investigación del patriarca de los Brody, el profesor Charles, sobre las alergias a los perros para conquistar el mundo. Sus intrigas son interrumpidas por Sophie, la doncella de su dueño en estado de coma, que disfruta vistiendo a Tinkles con disfraces vergonzosos. Tinkles ordena a su compañero Calico, un exótico de pelo corto , que envíe ninjas de Devon Rex para robar la investigación. Lou frustra el robo y conoce a una exagente y exnovia de Butch, Ivy, una Saluki que lo alienta a vincularse con Scotty.
El Sr. Tinkles contrata a un mercenario azul ruso llamado Dimitri Kennelkoff, quien engaña a Lou y coloca una bomba en la puerta del laboratorio de Brody. Kennelkoff lucha contra Lou y Butch, dañando la casa de los Brody hasta que Butch desactiva la bomba y captura a Kennelkoff. Durante el interrogatorio, los perros recuperan una nota del Sr. Tinkles del estómago de Kennelkoff.
Después de un gran avance en el que Lou juega con Scotty, la máquina de Charles finalmente encuentra la fórmula para una cura para las alergias humanas a los perros. Habiendo puesto micrófonos en la casa, el Sr. Tinkles y Calico tienden una trampa para los Brody. Primero, el Sr. Tinkles viaja a una planta de flocado de árboles de Navidad bajo la apariencia del propietario comatoso de la planta, el Sr. Mason, y envía a los empleados a casa, luego atrae a los Brody con boletos falsos para un partido de exhibición de fútbol y captura a la familia.
Los perros reciben un video del Sr. Tinkles exigiendo la investigación de Charles como rescate por los Brody, y perros de todo el mundo se reúnen en una reunión, dirigida por un mastín . Cuando la asamblea decide no entregar la fórmula, Lou confronta a Butch. Al revelar que fue abandonado por su dueño, el antipático Butch deja atrás a Lou. Desesperado, Lou le lleva al Sr. Tinkles la investigación y es traicionado. Butch, al darse cuenta de lo que sucedió, organiza una redada en la fábrica del Sr. Tinkles, donde se están preparando ratones para propagar la alergia producida en masa.
Mientras Butch, Ivy, Peek y Sam luchan contra las fuerzas felinas de Tinkles, Lou libera a los Brody y a Calico, quien fue traicionado por Tinkles, y le revela a la familia que puede hablar. Lou derrota a Tinkles, pero una excavadora lo golpea cuando una explosión destruye toda la fábrica. Butch rescata al aparentemente muerto Lou, admitiendo entre lágrimas que Lou tenía razón al amar a su familia adoptiva, y Lou despierta. Decide volver a la vida de una mascota normal con los Brody hasta que pueda servir como un agente adulto.

## Reparto
| Personajes             | Actores originales Estados Unidos | Actores de doblaje España | Actores de doblaje México |
| ---------------------- | --------------------------------- | ------------------------- | ------------------------- |
| Lou                    | Tobey Maguire                     | Rafael Alonso Naranjo Jr. | Adal Ramones              |
| Profesor Brody         | Jeff Goldblum                     | Luis Bajo                 | Alan Miró                 |
| Caroline Brody         | Elizabeth Perkins                 | Victoria Angulo           | Ishtar Sáenz              |
| Scott Brody            | Alexander Pollock                 | Nacho Aldeguer            | Gaby Ugarte               |
| Sr. Tinkles / Miguelín | Sean Hayes                        | Juan Luis Cano            | Mauricio Islas            |
| Butch                  | Alec Baldwin                      | Guillermo Fesser          | Óscar Arzamendi           |
| Sophie                 | Miriam Margolyes                  | Pilar Gentil              | Cecilia Airol             |
| Ivy                    | Susan Sarandon                    | Begoña Hernando           | Magdalena Leonel          |
| Peek                   | Joe Pantoliano                    | Eduardo Gutiérrez         | Enrique Mederos           |
| Sam                    | Michael Clarke Duncan             | Carlos Ysbert             | Arturo Mercado            |
| Calicó                 | Jon Lovitz                        | Luis Manuel Martín Díaz   | Arturo Mercado Jr.        |

## Recepción

### Recepción de la crítica
La película recibió comentarios mixtos de los críticos de cine. Tiene un índice de aprobación del 52% en Rotten Tomatoes, basado en 111 comentarios, con una calificación promedio de 5.5 sobre 10. Metacritic, que utiliza un sistema de clasificación de conjunto, recogió una media de 47/100, basado en 26 comentarios. Jane Horwitz de The Washington Post dio a la película una crítica positiva, que calificó como una parodia de una película de espías sorprendentemente ingeniosa y sofisticada que hace reír a los adultos amantes de las mascotas y aun atrapa a los niños de 6 años con perro, una historia de amor con las payasadas de las mascotas.

### Premios
La película fue nominada para el premio Young Artist, a la Mejor Película Familiar (Comedia) y Mejor Actuación en una Película - Actor Joven  (Alexander Pollock). John Debney ganó el Premio ASCAP por su contribución musical a la película, así como The Princess Diaries y Spy Kids.

## Secuela
- Cats & Dogs: The Revenge of Kitty Galore